# التهاب الأمعاء
التهاب الأمعاء (بالإنجليزية: Enteritis)‏ هو التهاب في الأمعاء الدقيقة.

## الأسباب
يحدث التهاب الأمعاء عادة بسبب شرب أو أكل ملوث كائنات مرضية. ولكن أيضاً قد يكون التهاب الأمعاء ناتجاً عن استخدام مضادات الإلتهاب، والكوكايين، والعلاج بالأشعة، وأمراض المناعة الذاتية كمرض كرونز والسيلياك.

## الأعراض
تتضمن الأعراض مغص أو ألم بطني وشد عضلي وإسهال وتجفاف وحمى.

## التهابات الجهاز الهضمي الأخرى
من الأنواع الأخرى لالتهابات الجهاز الهضمي:
- التهاب المعدة
- التهاب معدي معوي
- التهاب القولون
- التهاب معوي قولوني